# Instituto Bruno Leoni
El Instituto Bruno Leoni (IBL, en italiano: Istituto Bruno Leoni) es un think tank italiano que promueve las ideas libertarias en Italia y Europa, ayudando a los estudiantes en su educación. Fundado en 2003 por Carlo Lottieri, Alberto Mingardi y Carlo Stagnaro, el IBL tiene sedes en Turín y Milán, organiza conferencias y seminarios en diversas ciudades europeas y publica libros y estudios. Toma su nombre del filósofo y abogado liberal Bruno Leoni.
A lo largo del año organiza la IBL diversas reuniones y conferencias, con diferentes temas, como la economía, el medio ambiente, la historia y muchos otros en el á mbito de las ciencias sociales. Además organiza anualmente tres seminarios, la Escuela de libertarismo, el Seminario Rothbard y el Seminario Mises .
El instituto Bruno Leoni recurre también a la publicación de libros, sea divulgativos que académicos, y papers sobre la aplicación y efecto de las políticas públicas.
Según el Global Go To Think Tank Index Report 2017, una lista de clasificación de los think tank realizada por la univerdad de Pennsylvania, el instituto Bruno Leoni obtiene el puesto 130° a nivel mundial y 72° europeo. 

## Filosofía
Toda empresa que se respete se guía por una visión del mundo, una filosofía. Nuestra filosofía es conocida en muchas etiquetas: "liberal", "liberista", "individualista", "libertaria". Los nombres no son importantes. Lo más importante para guiar nuestra acción es la fidelidad a lo que Lord Acton llamó "el supremo fin político": la libertad individual.
Sitio web del IBL

Las ideas divulgadas son liberales libertarias radicales, tanto desde el punto de vista filosófico, como desde un punto de vista económico. De hecho, desde este último punto de vista, las referencias teóricas más influyentes del think tank en Milán son la Escuela austriaca de economistas, entre los cuales encontramos a Friedrich Hayek, Murray N. Rothbard, Ludwig von Mises y muchos otros, pero también de otras escuelas como Milton Friedman, James M. Buchanan, Luigi Sturzo, Luigi Einaudi y otros.
Entre los principales objetivos del IBL están la defensa de la propiedad privada y contra los impuestos, a favor de la libre iniciativa y en contra de la planificación económica, a favor de la globalización y contra el proteccionismo.